# 张祖英
张祖英（1940年—），男，上海人，中国画家，现任中国艺术研究院研究员，中国油画学会副主席，中国国家画院油画院副院长兼秘书长。